# De älskande
De älskande (franska: Les Amants) är en fransk romantikfilm från 1958 i regi av Louis Malle.
Filmen baseras på Dominique Vivant Denons novell Point de Lendemain.

## Utmärkelser
Filmen vann Juryns stora pris vid Filmfestivalen i Venedig 1958.

## Rollista i urval
- Jeanne Moreau - Jeanne Tournier
- Alain Cuny - Henri Tournier
- José Luis de Villalonga - Raoul Florès
- Jean-Marc Bory - Bernard Dubois-Lambert
- Judith Magre - Maggy Thiébaut-Leroy
- Gaston Modot - Coudray
- Michèle Girardon - sekreteraren
- Claude Mansard - Marcelot
- Georgette Lobre - Marthe
- Lucienne Hamon - Chantal